# Лична рачунарска мрежа
Лична рачунарска мрежа (енгл. Personal area network, PAN) представља тип мреже на основу поделе рачунарских мрежа према простору који обухватају. Дијаметар ових мрежа је до неколико метара. Станице које их формирају укључују рачунаре, телефоне или PDA уређаје. Личне мреже могу бити повезане са магистролом рачунара путем USB или FireWire портова, а исто тако и бежичним технологијама, такве мреже су познате као бежичне личне мреже (Wireless PAN или WPAN). Неке технологије бежичних личних мрежа су: блутут, зигби и IrDA.